# Patrick Miller (baloncestista)
Patrick Miller (Chicago, Illinois, 22 de mayo de 1992) es un baloncestista estadounidense que pertenece a la plantilla del Lokomotiv Kuban de la VTB United League. Con 1,85 metros de estatura, juega en la posición de base.

## Trayectoria deportiva

### Universidad
Jugó cuatro temporadas con los Tigers de la Universidad Estatal de Tennessee, en las que promedió 15,1 puntos, 3,9 rebotes y 4,1 asistencias por partido. En su primera temporada fue elegido novato del año de la Ohio Valley Conference, mientras que en sus dos últimas temporadas fue incluido en el mejor quinteto de la conferencia. En 2013 batió el récord de asistencias en una temporada de su universidad, con 195.

### Profesional
Tras no ser elegido en el Draft de la NBA de 2014, en el mes de julio fichó por el Beşiktaş de la liga turca. donde únicamente llegó a disputar tres partidos de la  Eurocup, en os que promedió 2,3 puntos, fichando posteriormente por el Yeşilgiresun de la TB2L, la segunda división del baloncesto turco, Allí acabó la temporada promediando 13,8 puntos y 3,6 asistencias por partido, logrando el ascenso a la Türkiye Basketbol Süper Ligi. Amplió su contrato por una temporada más, pero en agosto de 2015 ambas partes rompieron el contrato.
El 31 de octubre de 2015 fue seleccionado en la segunda ronda  del Draft de la NBA Development League por los Oklahoma City Blue, pero fue transferido esa misma noche a los Texas Legends. Allí jugó una temporada en la que promedió 11,5 puntos y 4,1 asistencias por partido.
El 30 de noviembre de 2016 fue traspasado a los Sioux Falls Skyforce a cambio de Byron Wesley y una futura tercera ronde del draft.
En verano de 2020, firma por el Ironi Nes Ziona B.C. de la Ligat ha'Al, para disputar la temporada 2020-21.
El 23 de agosto de 2021, Miller firmó con la Juventus Utena de la Liga de Baloncesto de Lituania (LKL). Lideró la liga en anotaciones con 17,9 puntos por partido.
El 17 de noviembre de 2022 firmó con el Brose Bamberg de la Basketball Bundesliga (BBL).
El 16 de junio de 2023 firmó con los Cairns Taipans de la NBL Australia.
El 13 de marzo de 2024 fichó por el Lokomotiv Kuban de la VTB United League.